# Mixcoatlus
Mixcoatlus — рід отруйних змій родини гадюкових (Viperidae). Представники цього роду є ендеміками Мексики. Рід названий на честь Мішкоатля — мезоамериканського бога полювання та зірок.

## Види
Рід Mixcoatlus нараховує 3 види:
- Mixcoatlus barbouri (Dunn, 1919)
- Mixcoatlus browni (Shreve, 1938)
- Mixcoatlus melanurus (Müller, 1923)